# 月球熔岩管

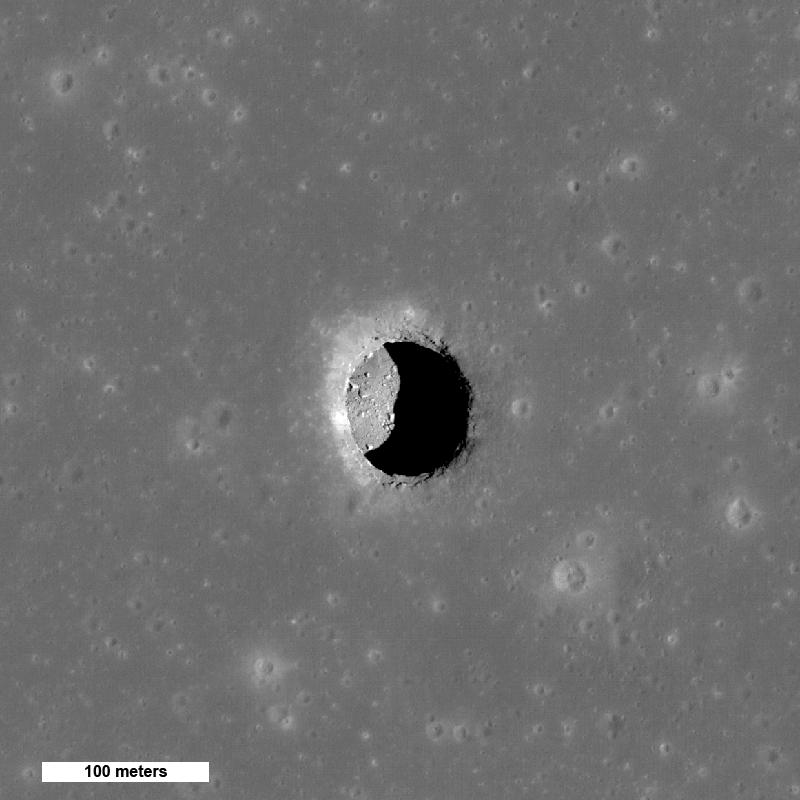
静海深坑疑似是月球熔岩管入口，预计洞穴内的恒定温度约为-13℃。

月球熔岩管是月球表面之下由玄武岩質熔岩流動而形成的通道。當熔岩管的表面冷卻以後會硬化形成頂部，而底下則是有岩漿流動的管狀區域。一旦熔岩流減少，這樣的管道就會成為空無一物的通道。月球熔岩管的坡度範圍在0.4-6.5°之間，並且在重力不穩定塌陷前寬度可能達到500公尺，不過熔岩管可能會因為月震或隕石撞擊而被破壞。
在月球上同時有月溪和熔岩管的一個典型區域就是馬利厄斯丘陵。2008年日本的月球探測器輝夜姬宣布在該區域發現了熔岩管的開口。哈德里月溪可能有部分區域原是熔岩通道，但有部分區域坍塌。澄海可能也有熔岩管的存在。
月球的熔岩管也許可以作為人類未來在月球居住區域的遮蔽物。直徑大於300公尺的熔岩管也許存在，並且深度40公尺以下的玄武岩質熔岩管也許溫度會是穩定的−20℃。這些天然通道可以作為宇宙線、隕石、微流星體和撞擊事件的噴發物的屏蔽物。而熔岩管和月球表面的溫度變化隔絕，可以成為穩定的居住環境。月球熔岩管一般是沿著月海和高地的邊緣存在，因此在較高區域可以用來進行通訊，而玄武岩質平原將可以作為太空載具登陸地點和使用月球土壤進行耕作和採礦。

## 外部連結
- O'Neill, Ian, , Discover News, October 27, 2009  [2012-01-05], （原始内容存档于2012-10-23）